# هيبوليت آغر
هيبوليت آغر (بالفرنسية: Hippolyte Auger)‏ (25 مايو 1797، أوكسار في فرنسا - 5 يناير 1881، منتون في فرنسا)؛ مؤلِّف، كاتب مسرحي، مترجم وروائي فرنسي.